# ATF Dingo
Dingo ATF (нім. Allschutz-Transport-Fahrzeug, ATF) — колісний, аеромобільний повністю захищений бронеавтомобіль Бундесверу та Збройних сил Люксембургу на шасі Unimog, що призначається для патрулювання, розвідки. Захист ATF Dingo повинен витримати вибухи мін, саморобних вибухових пристроїв, попадання з стрілецької зброї, уламків артилерійських набоїв, гранат, дії ЗМУ.
Було виготовлено 16 модифікацій моделі Dingo І, а з 2003 серійно виготовляється модель Dingo 2. 20 червня 2013 компанія Krauss-Maffei Wegmann передала Бундесверу 1000 машин Dingo. Назва походить від австралійської дикої собаки Динго.

## Історія

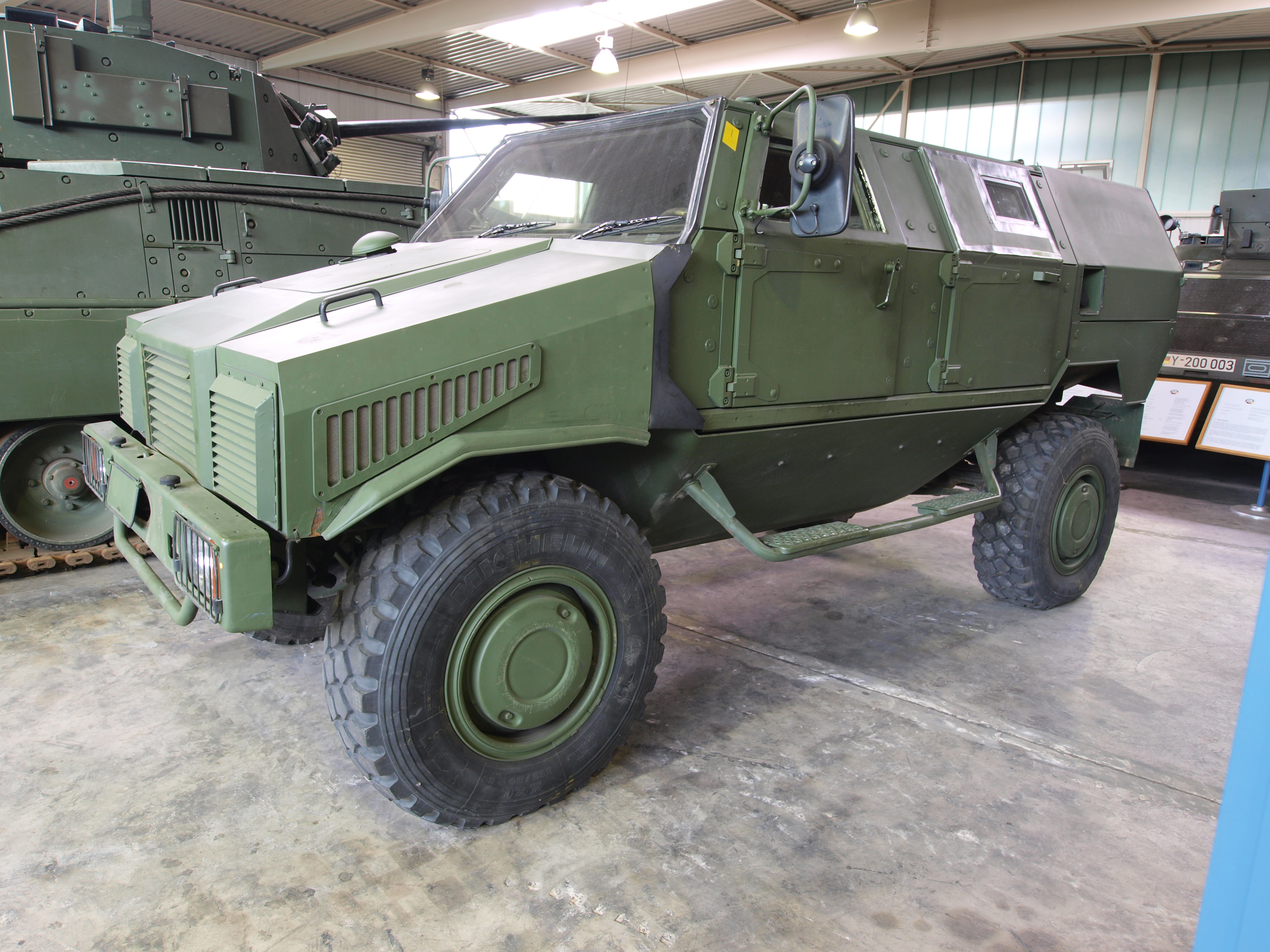
Прототип ATF 1

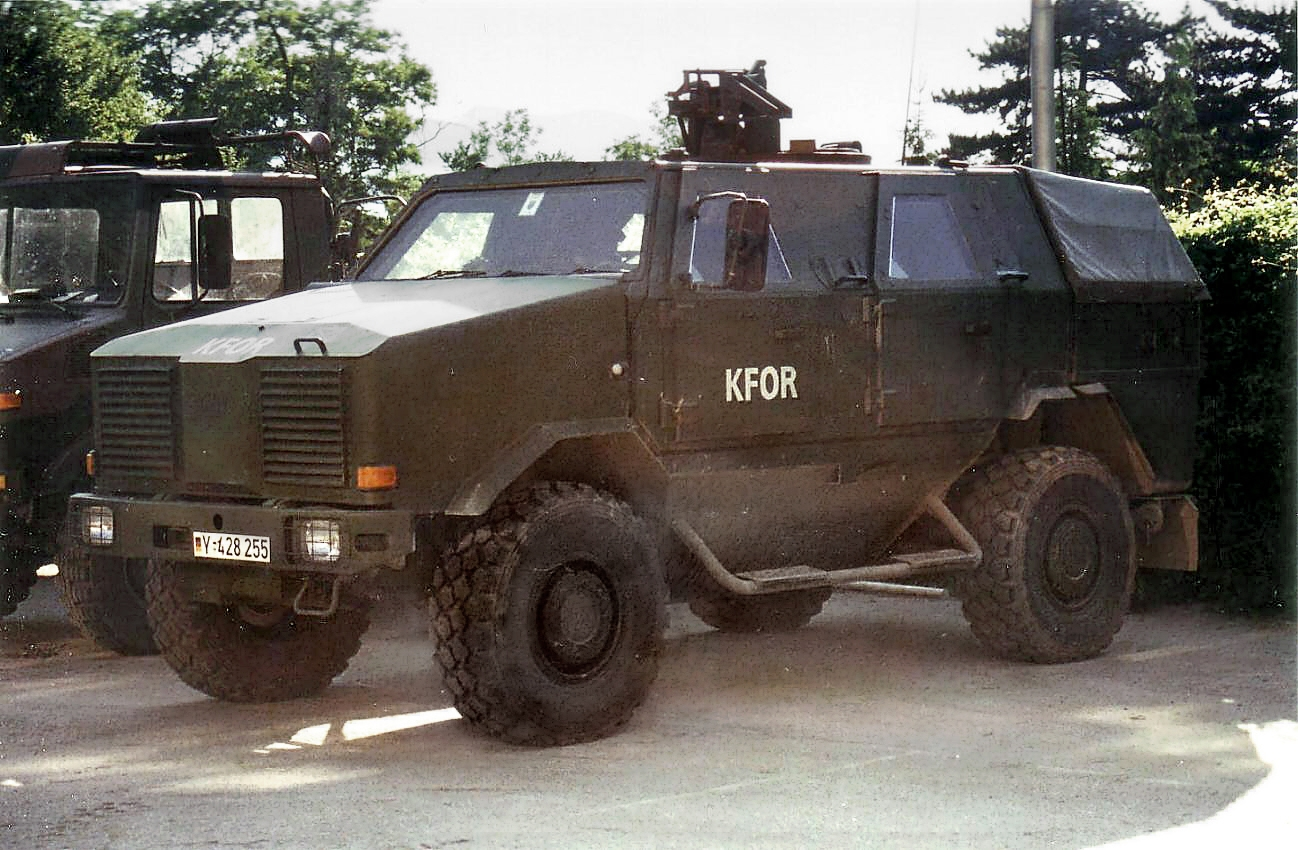
Dingo 1

З початком 1995 миротворчої операції IFOR у Боснії і Герцеговині Бундесвер відчув потребу у мобільних повнопривідних машинах, що здатні витримати вибухи на мінах, саморобних вибухових пристроях, атаки із засідок на малих відстанях із застосуванням стрілецької зброї. Додатковий модульний панцирний захист (MSA) транспортерів Fuchs, Wolf швидко дав позитивні результати, але машини стали менш прохідними через більшу масу.
На замовлення Бундесверу було розпочато дослідну програму Rüstungsaufgabe 41 — Ballistischer Schutz по балістичному захисту на основі досвіду південноафриканських машин з V-подібною формою дна, що дозволяє звести до мінімуму пошкодження від вибуху мін.
Конструкторське бюро компанії IBD Deisenroth Engineering розробило схожий захист на базі повнопривідного шасі 4×4 Unimog U-100-L.
Випробування прототипу ATF 1 показали гарні позашляхові властивості машини, можливість перевезення транспортними літаками, гвинтокрилами, захист екіпажу від мін і бронебійних набоїв. Виявлені недоліки перш за все у шасі спробували усунути у прототипі ATF 2 (1995) з більшою вантажопідйомністю, високою прохідністю і мобільністю на місцевості.
Випробування прототипу ATF 2 були успішними, що поставило його на рівні з важчим GTK Boxer. Підрив на міні у Македонії TPz 1 Fuchs виявив слабкість його захисту і 18 жовтня 1999 року в бюджеті було передбачено 42.000.000 марок на закупівлю 56 ATF Dingo.
24 серпня 2000 року було виготовлено перші дві серійні машини.
Dingo ATF взяли участь у операції KFOR в Косово, у Македонії. Експлуатація у бойових умовах виявила потребу посилити коробку передач, підвіски, для якої маса Dingo була завеликою, що приводило до «морської хвороби» у солдат.

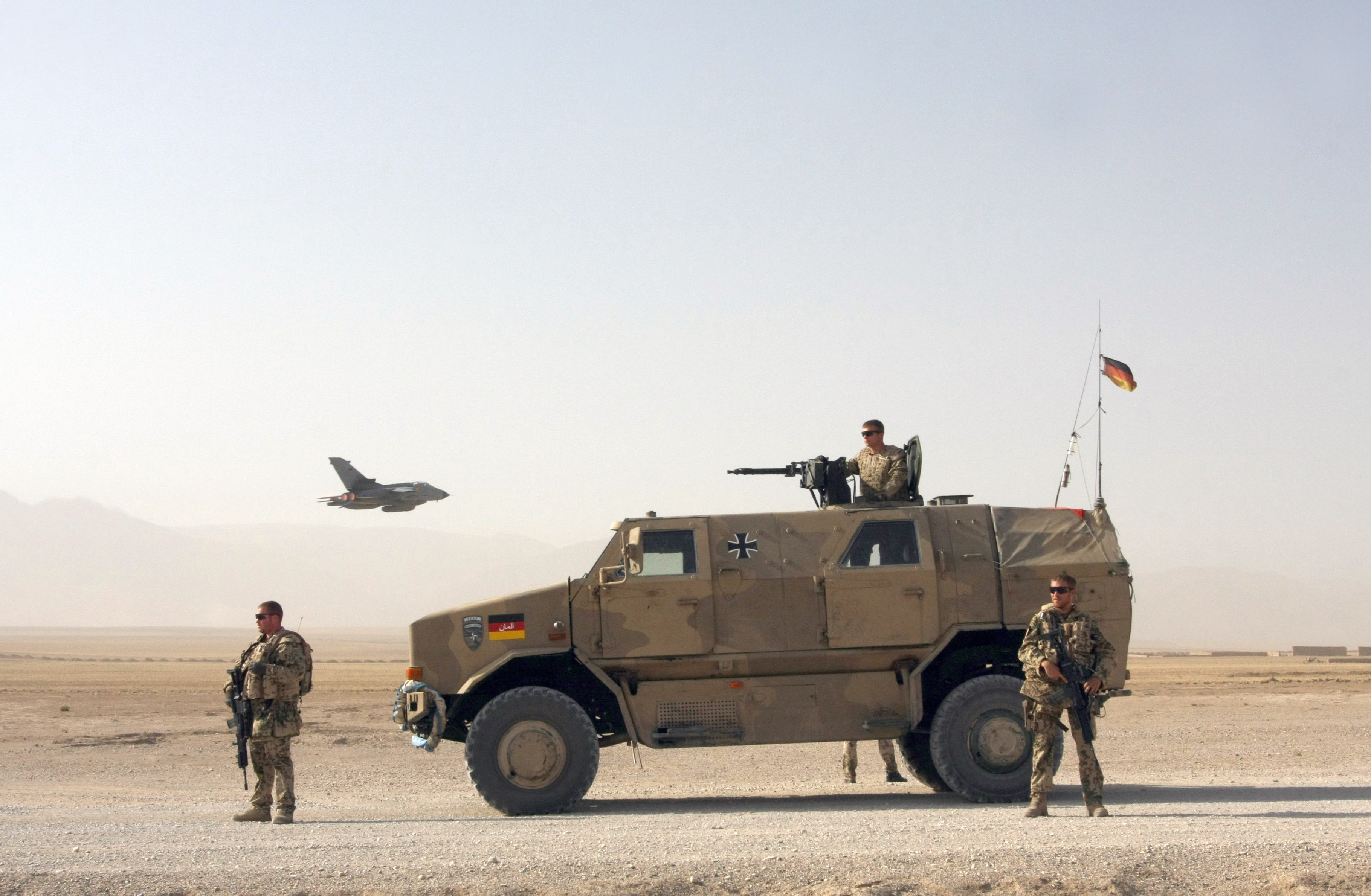
Dingo 2 в Афганістані

У листопаді 2001 року замовлено 57 машин, у березні 2002 року ще 147.
Через припинення випуску шасі U-1550-L випуск призупинили. на базі шасі U-5000 розробили прототип ATF 3 — майбутньої Dingo 2, з більшою вантажопідйомністю. Це дозволило підвищити степінь захисту. Було збудовано прототипи на довгому (3850 мм) і короткому шасі (3250 мм). У листопаді 2003 — травні 2004 відбулись інтенсивні випробування прототипів на довгому шасі, які рекомендували для виробництва.
Перші 52 Dingo 2 патрулювання і розвідки мали степінь захисту GE A1 (2005), одночасно замовили прототип з захистом 3 класу. Через погіршення ситуації в Афганістані замість 33 виготовили 100 машин (2007). Одночасно були внесені зміни задля зменшення загрози загоряння машини. У липні 2006 було вирішено встановити на базі Dingo 2 радар, що мали б контролювати переміщення на поверхні землі.
У рамках чергового замовлення від 4 червня 2012 на 79 машин було виготовлено 1000 ATF Dingo для Бундесверу.

### Застосування

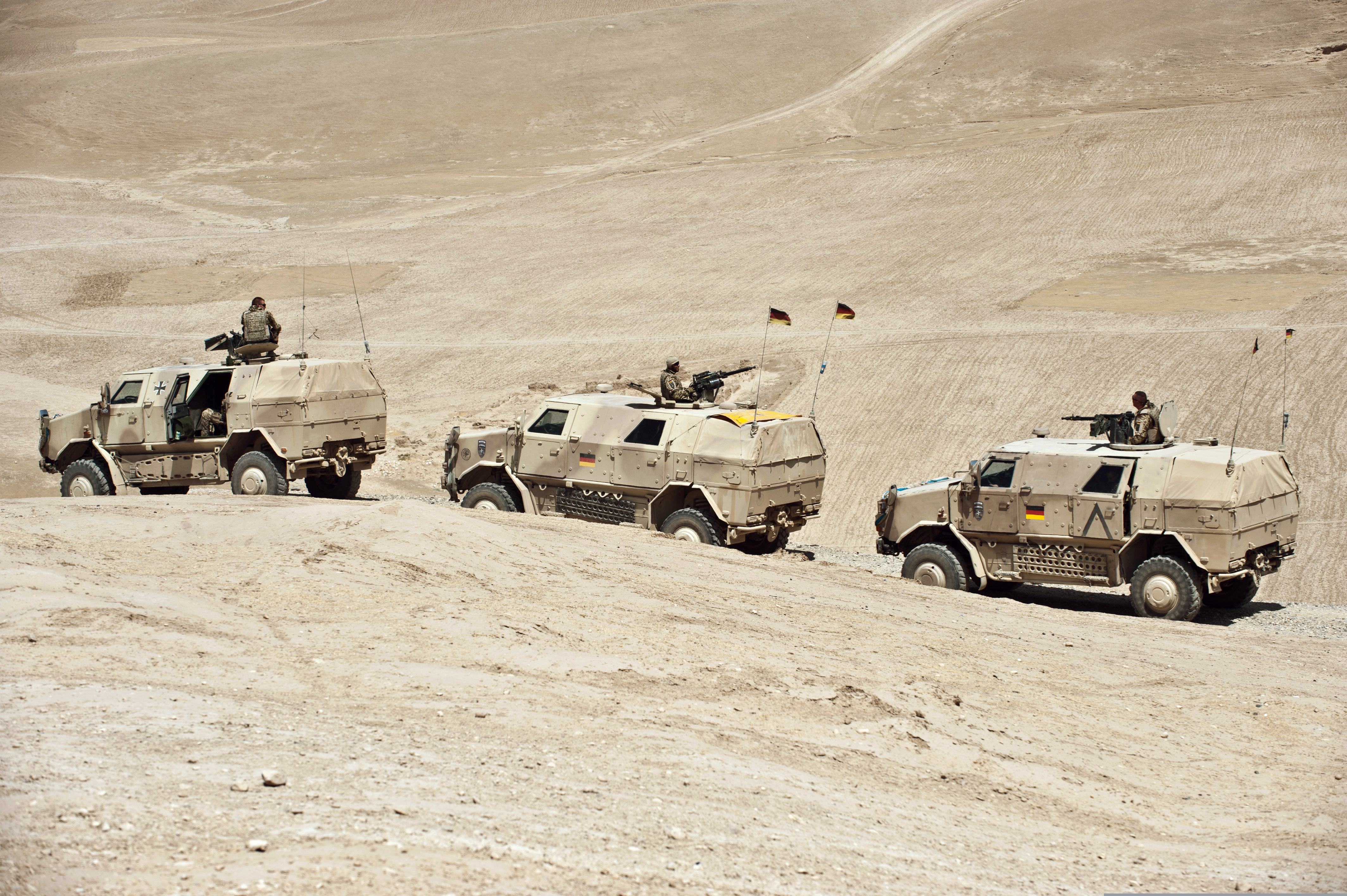
ATF Dingo 2 в Афганістані. 2011

Із зміною політичної ситуації у 1990-х роках змінилась військова концепція країн-членів НАТО і ATF Dingo призначались в першу чергу для використання у миротворчих операціях (англ. Peace Support Operation (PSO)). Пріоритетом конструкції Dingo став протимінний захист і дистанційне управління зброєю. Одночасно він має гіршу прохідність від TPz Fuchs через колісну формулу 4×4, високо розміщений центр ваги. При транспортуванні в літак Transall C-160 за раз поміщається два ATF Dingo.
3 червня 2005 у Кабулі підірвався Dingo, що йшов в кінці колони. 6-кг вибухівки відкинуло його на 2 м в сторону, утворилась 2 м воронка глибиною 0,5 м. Колесо, підвіска були знищені, але захист днища вистояв. Два члена екіпажу отримали легкі поранення від удару об корпус машини в час вибуху. 27 червня 2007 біля Кундузу Dingo 1 атакував смертник на авто. Екіпаж залишився неушкодженим після вибуху за 25 см від машини. 27 березня 2008 біля Кундузу після детонації 10-кг вибухівки було важко поранено 2 і легко 1 члена екіпажу. 23 липня 2009 Dingo був пошкоджений трьома попаданнями з РПГ, але ніхто з екіпажу не постраждав. 2 квітня 2010 Dingo потрапив у засідку. Після вибуху СВП машина не підлягала відновленню, а 4 солдати були поранені. До квітня 2010 Бундесвер визнав втрату 5 ATF Dingo — 1×GE A1; 3×GE A2; 1×GE A2.3.

## Конструкція

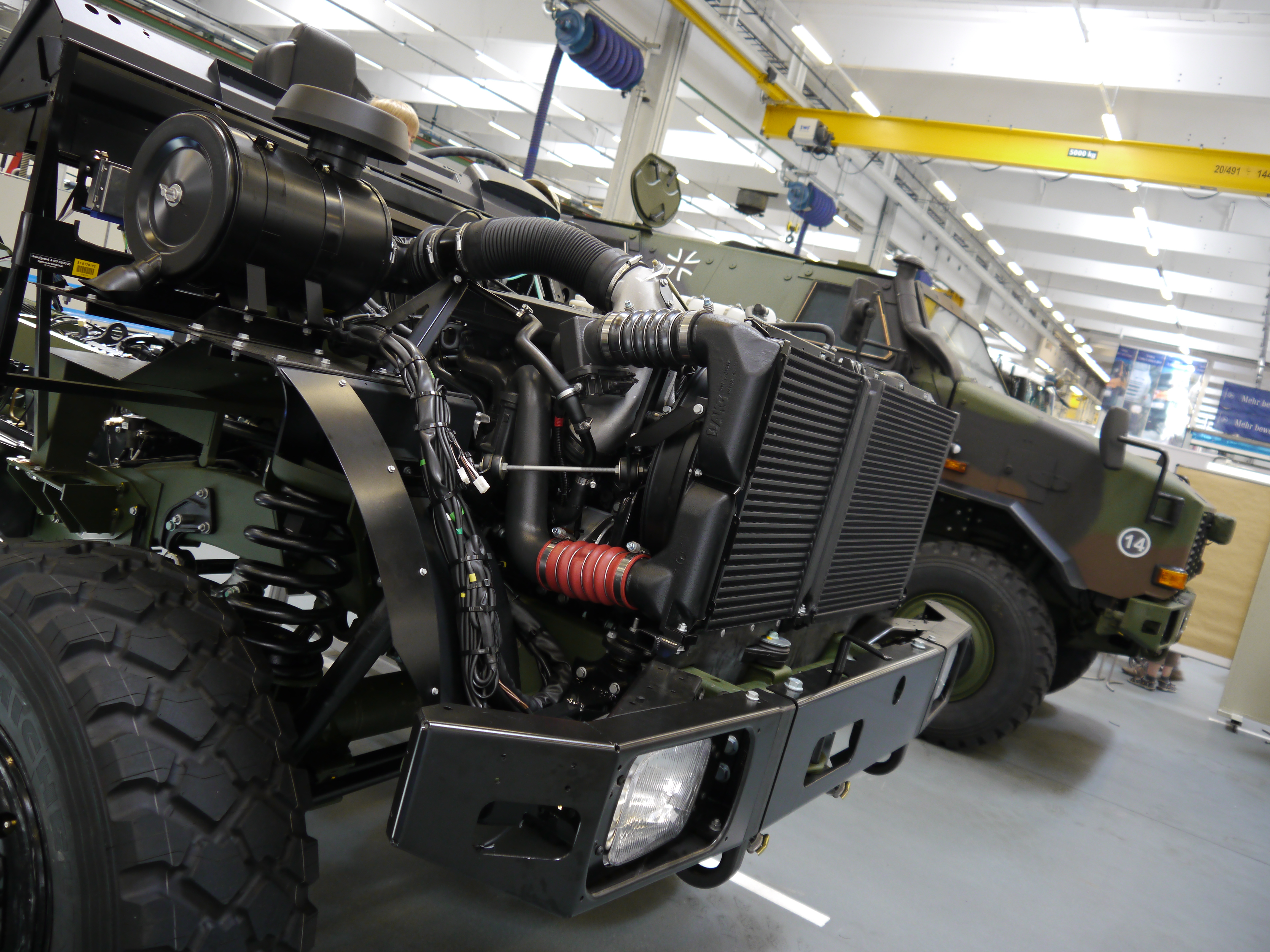
Моторне відділення

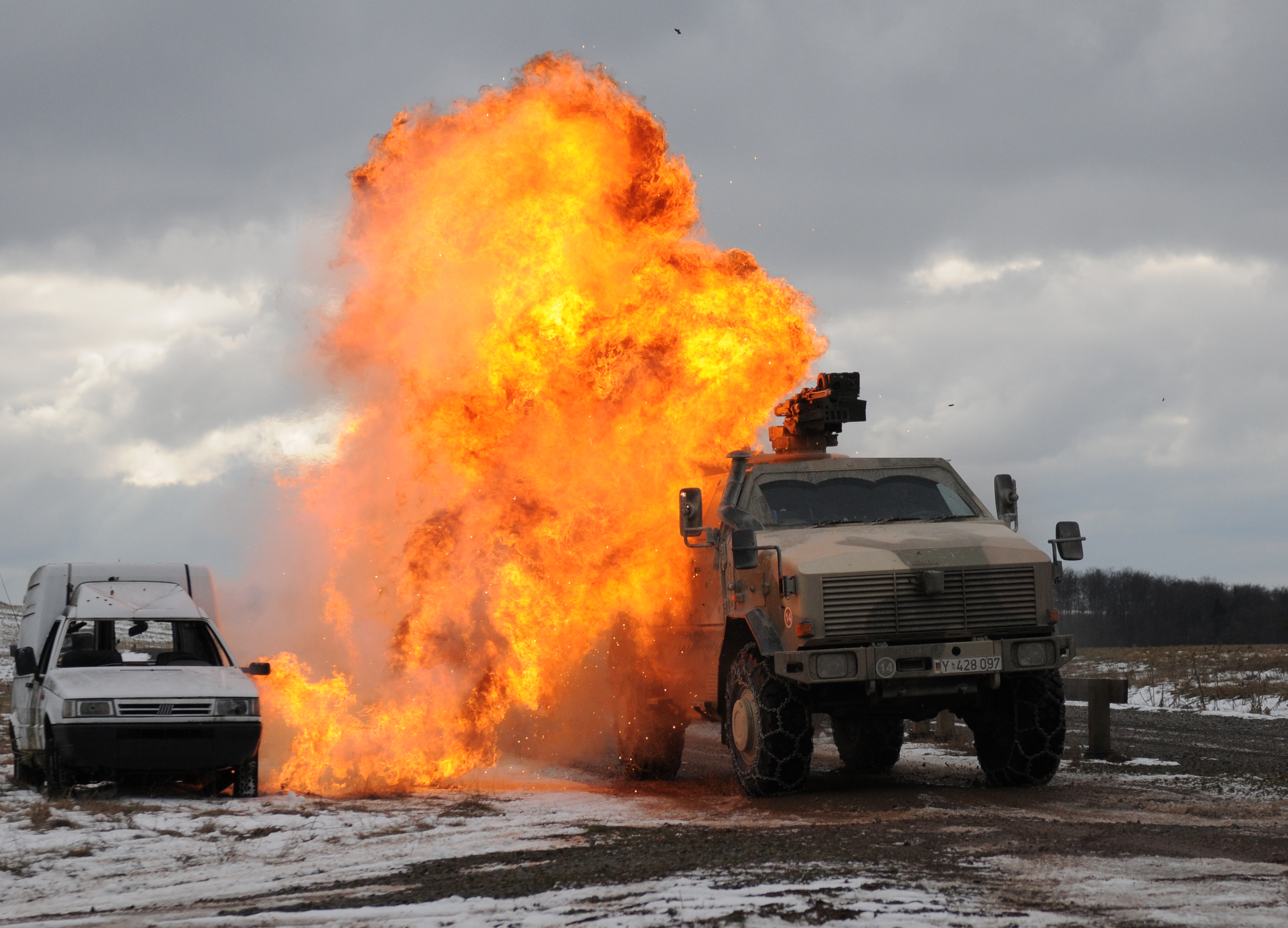
Випробовування на вибухостійкість

ATF Dingo має модульну конструкцію захисту, шасі, моторного відсіку, кабіни екіпажу і десанту і протимінного днища. Конструкція коліс дозволяє із пошкодженою шиною проїхати 40 км на швидкості 50 км/год. Уразливі ділянки корпусу, як то оглядові вікна, встановлено під кутом 20°, що дозволяє витримати попадання великокаліберних набоїв. Велику увагу приділено захисту моторного відсіку задля забезпечення руху машини при обстрілі. Днище складається з композитного захисту Mexas, що дозволяє витримувати вибухи до 4 кг вибухівки.
Корпус зібрано з стальних панцирних плит з додатковими захисними матеріалами. Жоден елемент корпусу при вибуху, пожежі не може проникнути до кабіни і завдати пошкоджень екіпажу. Ззаду і вантажному відділенні внизу розташовано вибухо- і куленепробивний паливний бак. А верхня частина для полегшення ваги машини закривається брезентовим тентом на стальній рамі. Для полегшення вивантаження ззаду розташовані двері. Спеціальне покриття значно зменшує ймовірність виявлення ATF Dingo тепловізором, чи враження ракетою з тепловим наведенням.

### Озброєння
На даху розміщена стандартна станція озброєння KMW 1530 з розвідувальної бронемашини Fennek. До неї входить 7,62-мм кулемет MG3, передбачено місця кріплення станкового гранатомету HK GMG і важкого 12,7-мм кулемету Browning M2. керувати зброєю можна безпосередньо чи дистанційно з кабіни. Розглядається можливість встановлення станції озброєння Krauss-Maffei Wegmann FLW типу FLW 100 з кулеметами MG3, MG4 і 200 важких FLW 200 з прицілом з 10-кратним збільшенням, тепловізором, системою стабілізації. Вона може автоматично розпізнати зброю потенційного ворога і провести балістичний розрахунок.

## Модифікації

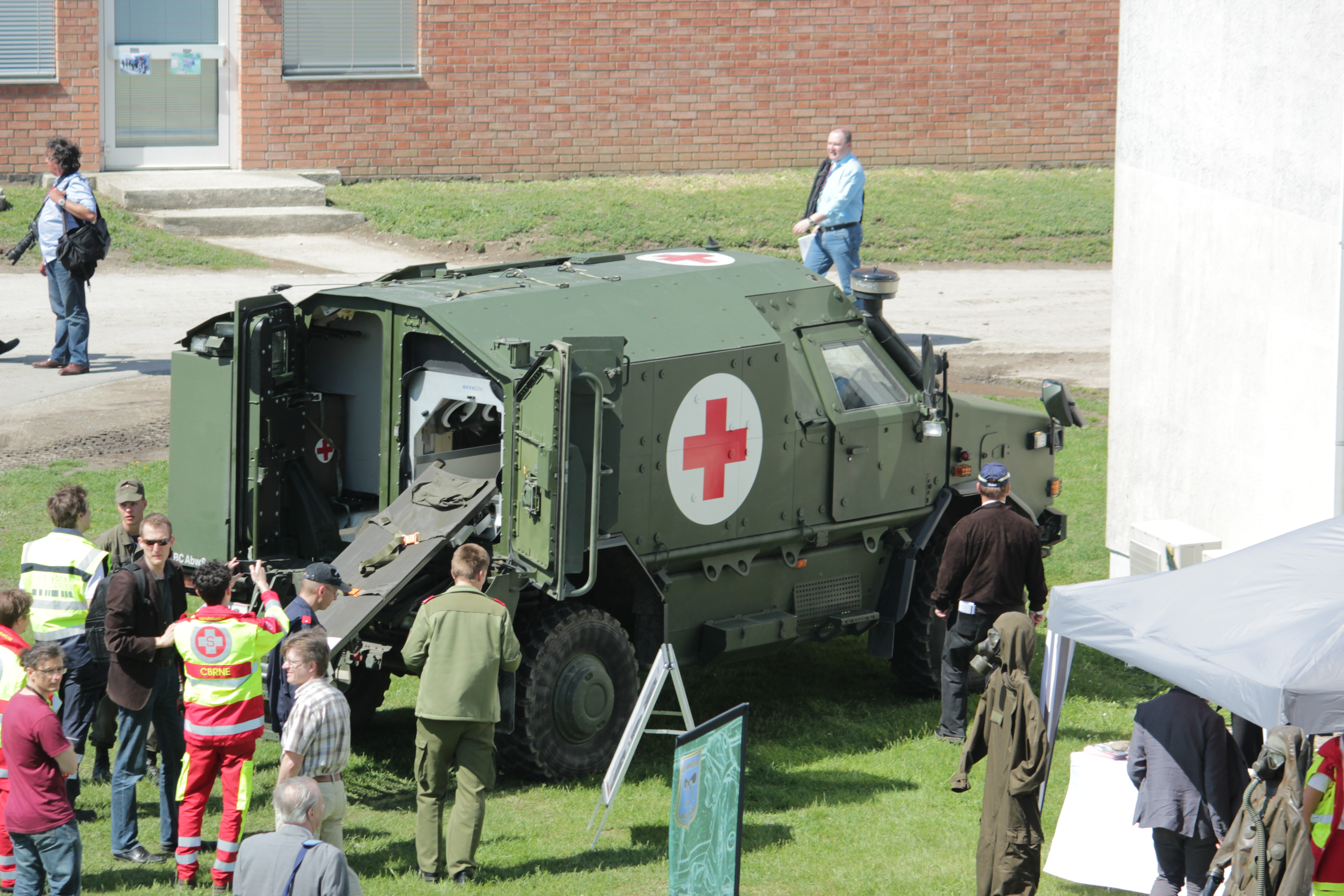
Dingo 2 AC Ambulanz

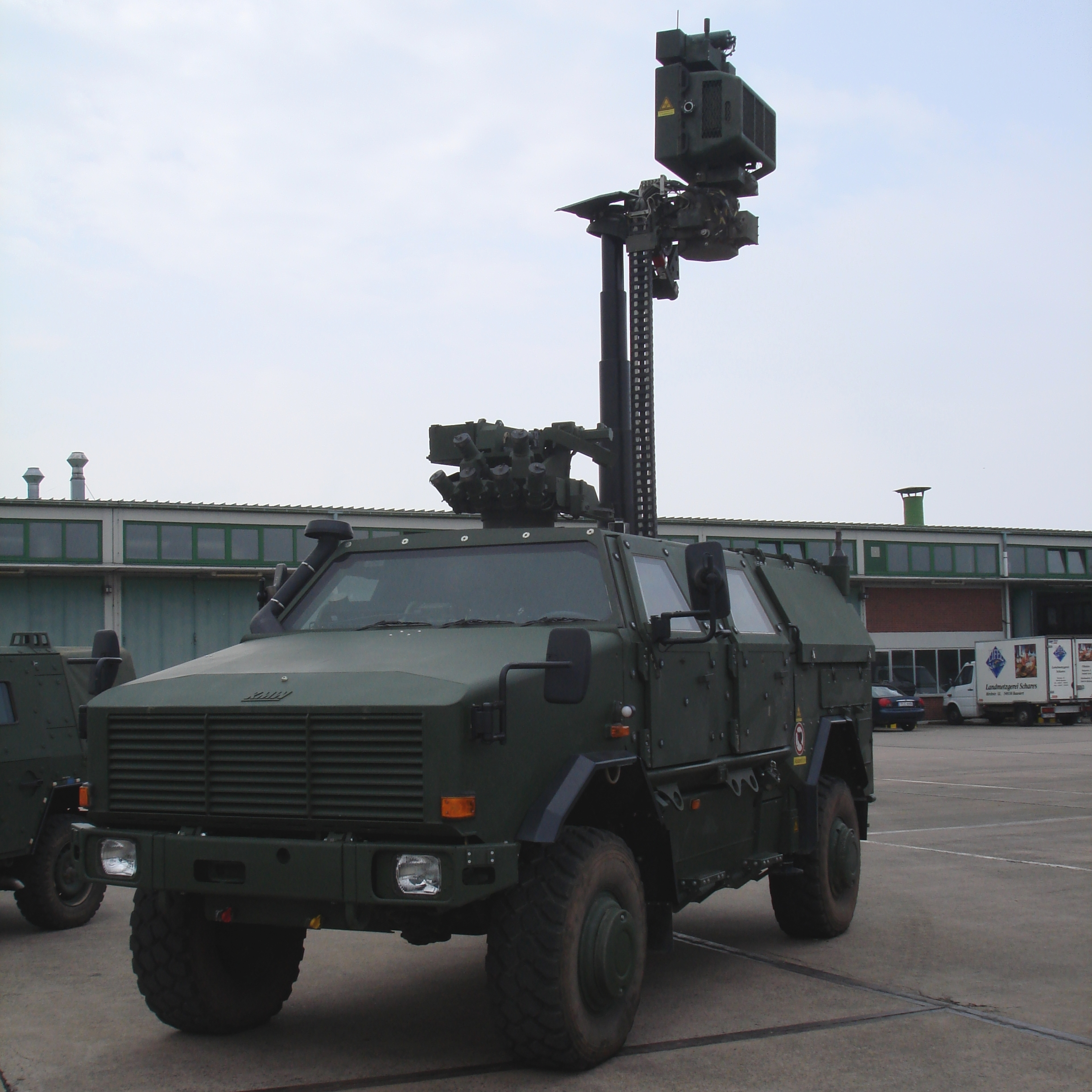
Dingo 2 BÜR

- Dingo 1 — базова модель на шасі Unimog U-100-L
- Dingo 2 — базова модель на шасі Unimog U5000
- Dingo 2 A3.2 — модифікація з видовженим кузовом
- Dingo 2 MPPV PC — модифікація командно-штабної машини
- Dingo 2 AC Ambulanz — амбулаторія
- Dingo 2 BÜR — модифікація машини спостереження з радаром
- Dingo 2 Polizei — поліційна модифікація

## Бойове застосування

### Громадянська війна в Іраку
Німецький уряд надавав допомогу загонам Пешмерга для їхнього посилення в боротьбі з бойовиками Ісламської Держави. Взимку 2015 було вирішено передати додатково 4 тисячі карабінів G36 та 6 мільйонів набоїв до них. Також було вирішено надати 200 ракет MILAN і п'ять бронетранспортерів Dingo ATF.

## Оператори
- Україна — станом на серпень 2023, 50 машин передано[3]

### Україна
Як допомогу у відбитті російської збройної агресії, Німецький уряд у вересні 2022 року оголосив про передачу 50 броньованих автомобілів Dingo Україні.
В звіті за 9 листопада 2022 року Німецький уряд повідомив про передачу, серед іншого, 30 машин Dingo.
З оприлюднених 21 листопада 2022 року фотографій випливає, що певна кількість отриманих машин надійшла на озброєння Десантно-штурмових військ Збройних Сил України.
У межах дії Міжнародного фонду для України у компанії Kongsberg були замовлені системи протидії БПЛА CORTEX Typhon з бойовими модулями Protector RS4. Системи буде встановлено на шасі Dingo 2 передані урядом Норвегії.